# 八馬安二良
八馬 安二良（はちうま やすじろう、1898年〈明治31年〉1月25日 - 1981年〈昭和56年〉5月17日）は、日本の実業家。八馬汽船社長。多聞酒造取締役。

## 経歴
兵庫県西宮市出身。海運業・八馬永蔵の三男。1920年、慶應義塾大学部理財科卒業。1925年、分家した。
桐花興業監査役、多聞土地社員、西宮信組理事を歴務。宝梅園農場相談役、芦屋市公安委員を兼務。1931年から1966年まで八馬汽船の社長を務めた。

## 人物
兵庫県西宮市久保町、八馬汽船相談役・三代八馬兼介の弟。八馬駒雄、八馬眞治の兄。
宗教は真宗。住所は芦屋市平田町。

## 家族・親族
八馬家
- 妻・広子[2]あるいは広[4]（1901年 - ?、奈良、資産家・土倉鶴松の二女[4][9]、林業家・土倉庄三郎の孫）
- 長男・琢也[1][2]（八馬汽船常勤監査役、1923年 - ）[9]
  - 同妻（阪急バス監査役坂野常礼の長女、貴族院議員坂野鉄次郎の孫）[9]
- 二男・推[1]（極東真珠販売社長、1925年 - ）[2]
- 三男[2]